# Telegram-канал
Telegram-канал — інструмент месенджера Telegram, який дозволяє доставляти інформацію абонентам. Телеграм-канали з'явилися у вересні 2015 року.

## Принцип роботи
Telegram-канали працюють за абонентською моделлю. Це стрічка публікацій. Користувач робить підписку на канал, щоб регулярно отримувати інформацію. Повідомлення, яке надсилається до каналу, може надходити абонентам не від імені автора, а від імені каналу. Адмініструвати канал можуть кілька людей, у тому числі й анонімно.

## Типи каналів
Публічні канали мають постійне ім'я, адресу, їх можна знайти пошуком у Telegram.
Приватні канали не можна знайти за допомогою пошуку в Telegram, доступ до каналу здійснюється за генерованим посиланням, яке може бути змінено з метою захисту приватності.

## Використання
- Блоги. Telegram-канали стали новою формою блогів, більш персоналізованою внаслідок способу доставки постів - користувачу не потрібно заходити і гортати стрічку, він отримує пост як повідомлення.
- ЗМІ. Telegram-канали часто використовуються редакціями ЗМІ як окремий канал доставки контенту своїм передплатникам.
- Реклама. У листопаді 2021 Telegram запустив офіційну рекламну платформу, після чого в каналах з'явилися перші рекламні повідомлення.